# 六溴合铋酸铷
六溴合铋酸铷是一种配位化合物，化学式为Rb3BiBr6。它可由氢氧化铋、碳酸铷和氢溴酸反应，从溶液中结晶得到。其晶体属正交晶系Pnma空间群，晶胞参数a=13.311(8)，b=26.63(1)，c=8.603(4) Å，Z=8。它在低于20 K时可以放出明亮的蓝绿色光。